# 安妮·斯普林克爾
安妮·斯普林克爾（Annie M. Sprinkle，1954年7月23日—），原名艾倫·F·絲坦伯格(Ellen F. Steinberg)，是一位LGBT美國性學家，致力於性工作去汙名化與性醫療保健普及化。她曾擔任性教育者，女權脫衣舞孃，色情女演員，性愛電影製片人和性正面女權主義者，並擁有視覺藝術學院的攝影學士學位（1986年）。1996年，她獲得舊金山進階人類性研究所的人類性學博士學位，成為第一位有博士學位的色情影星。
斯普林克爾以其自慰教學式色情風格與1981年參演的傳統色情電影《Deep Inside Annie Sprinkle》聞名。她透過影視作品宣導「女權色情」、促進後色情運動與女同性戀色情運動。2007年1月14日，斯普林克爾在加拿大與長期伴侶貝斯·史蒂芬（Beth Stephens）結婚。